# Pedro Fernández de Castro y Andrade
Pedro Fernández de Castro, Andrade y Portugal (Monforte de Lemos, 1576-Madrid, 1622) fue un noble español, VII conde de Lemos, IV marqués de Sarria, V conde de Villalba, IV conde de Andrade y grande de España de primera clase.

## Semblanza y cargos
Fue hijo de Fernando Ruiz de Castro Andrade y Portugal, VI conde de Lemos, III marqués de Sarria y III conde de Andrade, y de su mujer Catalina de Luna Sandoval y Rojas, hija de los marqueses de Denia, Francisco de Sandoval y Rojas e Isabel de Borja y Castro.
Conocido habitualmente como «El Gran Conde de Lemos», fue presidente del Consejo de Indias, virrey de Nápoles, presidente del Consejo Supremo de Italia —«según el conde de Gondomar el cargo "mayor y más útil que daba el Rey en Europa"»—, comendador de la Orden de Alcántara, y famoso estadista y diplomático español. También fue embajador extraordinario en Roma y alguacil mayor de Galicia. 
Hombre de salud frágil, se refugió en Monforte para recuperarse de sus crisis; destacó por sus cualidades como estadista, como intelectual y mecenas, consolidando la tradición en la familia de los Castro, honrada también por su tío Rodrigo de Castro; se le recuerda también por su lucha en favor de los derechos del Reino de Galicia.

### Presidente delConsejo de Indias
Con 27 años, tomó posesión de su cargo de presidente del Consejo de Indias, y Felipe III diría de él que «Honró el cargo y se honró a sí mismo». La esfera de acción de este organismo comprendía todos los ámbitos político-administrativos de los territorios coloniales españoles. El Conde instauró políticas dirigidas a la mejora de las gentes bajo su jurisdicción, abriendo vías al comercio y fomentando el progreso; elabora un Memorial solicitando del rey la libertad de los indios, y fundamentando meticulosamente las razones que le llevaban a elevar tal petición; a fecha 26 de mayo de 1609, Felipe III promulga la real cédula promoviendo la medida solicitada. Sin embargo, la disposición promulgada no tenía la precisión y alcance que el conde hubiera deseado, y en una carta escrita a uno de sus sirvientes, que debía administrarle rentas dejadas en Indias, le dice, acerca de los indios: 

«Suelen padecer grandes vejaciones, así por cuenta de sus encomenderos como también en el servicio de los obrajes. Por reverencia de Dios, que vuesa merced mire mucho por esos que me tocan y no se le dé nada que venga menos dinero a España, a trueque de que ellos vivan sin agravio y con comodidad».

Elaboró también durante ese período, la «Relación de gobierno de Quixós y Matas», un extenso acopio de la provincia de Quito, conservado en la Biblioteca Nacional de España.

### Virrey de Nápoles
El 21 de agosto de 1608 fue nombrado virrey de Nápoles, «caballero muy cuerdo, aunque mozo», diría de él Cabrera. En el mismo año estuvo a punto de ser nombrado para el Virreinato de Nueva España (actual México); de ahí los versos de Lope de Vega:

«¿Quien a Méjico ha traído El Sol a quien se humilla el mar gallego?»
(Lope de Vega)

En ese período su secretario personal fue Lupercio Leonardo de Argensola, rechazadas las candidaturas de Miguel de Cervantes Saavedra y otros. Sus primeras disposiciones en el cargo se encaminaron a la seguridad de los habitantes de Nápoles y luchar contra los bandoleros que campaban por doquier, amedrentando a la población; seguidamente, legisló para regular la actividad de los prestamistas y eliminar la usura, para a continuación aligerar la administración eliminando cargos superfluos. Luchó por eliminar las enormes desigualdades sociales existentes, con una política encaminada a mejorar a los más necesitados, y puso en orden el caos cronológico, ya que coexistían en Nápoles cuatro calendarios vigentes. En otro orden de cosas, levantó la Universidad, el edificio de Escuelas Públicas, construyó el Colegio de Jesuitas, y creó la famosa Academia literaria Degli Oziosi, («De los ociosos»), dotándola de una vastísima biblioteca.

### Presidente del Consejo Supremo de Italia
La época como presidente del Consejo de Italia, estuvo guiada por el mismo espíritu de tecnócrata y buen administrador a la vez que filántropo, pero estuvo a la vez marcada por las intrigas palaciegas que se urdían en torno al conde, y que tenían como protagonista a su cuñado, el duque de Uceda, que, junto al Conde-Duque de Olivares, conspiraba contra su padre, el duque de Lerma, y contra su gran protegido, el conde de Lemos, de tal manera que conseguía que las continuas reivindicaciones del conde, solicitando el voto en cortes para Galicia, cayeran en saco roto, lo cual provocaba la frustración de este último, que acaba renunciando y recluyéndose en su palacio de Monforte de Lemos, reclusión que más tarde, se volvió forzosa, al perder el favor real, caído en desgracia ya el duque de Lerma.

## Relación con el Siglo de Oro y mecenazgo
Corría 1598, cuando el marqués de Sarria, futuro conde de Lemos, buscaba de una persona de valía que le ayudase en sus asuntos personales; dio con Lope de Vega, quien pasó a su servicio. Así, uno de los escritores de más relevancia del siglo de oro se convertiría en el secretario personal del conde. «Yo, que tantas veces a sus pies, cual perro fiel, he dormido», diría Lope en una célebre epístola. 
Fue un importante mecenas de grandes escritores de su época, como Luis de Góngora (en cuya obra podemos encontrar múltiples sonetos y poemas dedicados al conde o a su ciudad de Monforte) o Miguel de Cervantes, quien le dedicó su obra Los trabajos de Persiles y Sigismunda, la segunda parte del Quijote, las Novelas ejemplares, y las Comedias y entremeses, además de los hermanos Argensola, y de Quevedo, quien lo definió como «Honra de Nuestra Edad»; 

«Viva Vuestra Excelencia para honra de nuestra edad.»
(Quevedo)

Son múltiples las cartas, poemas, dedicatorias y otros testimonios que nos revelan el grado de aprecio de la élite intelectual por el conde, y a través de ellas conocemos que una fuerte y sincera amistad, que trascendía la pura relación mecenas-artista, le unía a, entre otros, Cervantes o a Lope de Vega. 
Así, el último escrito de Miguel de Cervantes, considerado una de las páginas más bellas de la Literatura Española, y firmado cuatro días antes de morir, fue una epístola al conde, en los siguientes términos: («como recogidos literalmente de la transcripción del Marqués de Rafal, ya que existen varias versiones con pequeñas divergencias»)

Aquellas coplas antiguas que fueron en su tiempo celebradas, que comienzan: «Puesto ya el pie en el estribo», quisiera yo no vinieran tan a pelo en esta mi epístola, porque casi con las mismas palabras las puedo comenzar diciendo:
Puesto ya el pie en el estribo,
con las ansias de la muerte,
gran señor, ésta te escribo.
Ayer me dieron la extremaunción, y hoy escribo ésta. El tiempo es breve, las ansias crecen, las esperanzas menguan, y, con todo esto, llevo la vida sobre el deseo que tengo de vivir y quisiera yo ponerle coto hasta besar los pies de Vuestra Excelencia, que podría ser fuese tanto el contento de ver a Vuestra Excelencia bueno en España, que me volviese a dar la vida. Pero, si está decretado que la haya de perder, cúmplase la voluntad de los cielos y, por lo menos, sepa que quiso pasar aún más allá de la muerte, mostrando su intención. Con todo esto, como en profecía, me alegro de la llegada de V. E.; regocíjome de verle señalar con el dedo y realégrome de que salieron verdaderas mis esperanzas dilatadas en la fama de las bondades de V. E. Todavía me quedan en el alma ciertas reliquias y asomos de las Semanas del jardín y del famoso Bernardo. Si a dicha, por buena ventura mía (que ya no sería sino milagro), me diere el cielo vida, las verá, y, con ellas, el fin de la Galatea, de quien sé está aficionado V. E., y con estas obras continuado mi deseo; guarde Dios a V. E. como puede. De Madrid a diez y nueve de Abril de mil y seiscientos y diez y seis años. 
Criado de vuestra Excelencia,
Miguel de Cervantes

También el economista napolitano Antonio Serra le dedicó su obra Breve trattato delle cause che possono far abbondare li regni d’oro e d’argento dove non sono miniere («Breve tratado de las causas que pueden hacer abundar el oro y la plata en los reinos que no tienen minas», 1613), escrita en prisión (que compartía con el filósofo Tommaso Campanella, por una conjura para independizar Calabria). El Nápoles de esa época fue un centro cultural de primer orden, que contaba con la presencia de artistas de la talla de Caravaggio y José de Ribera.

### Obra literaria y lucha por los derechos de Galicia

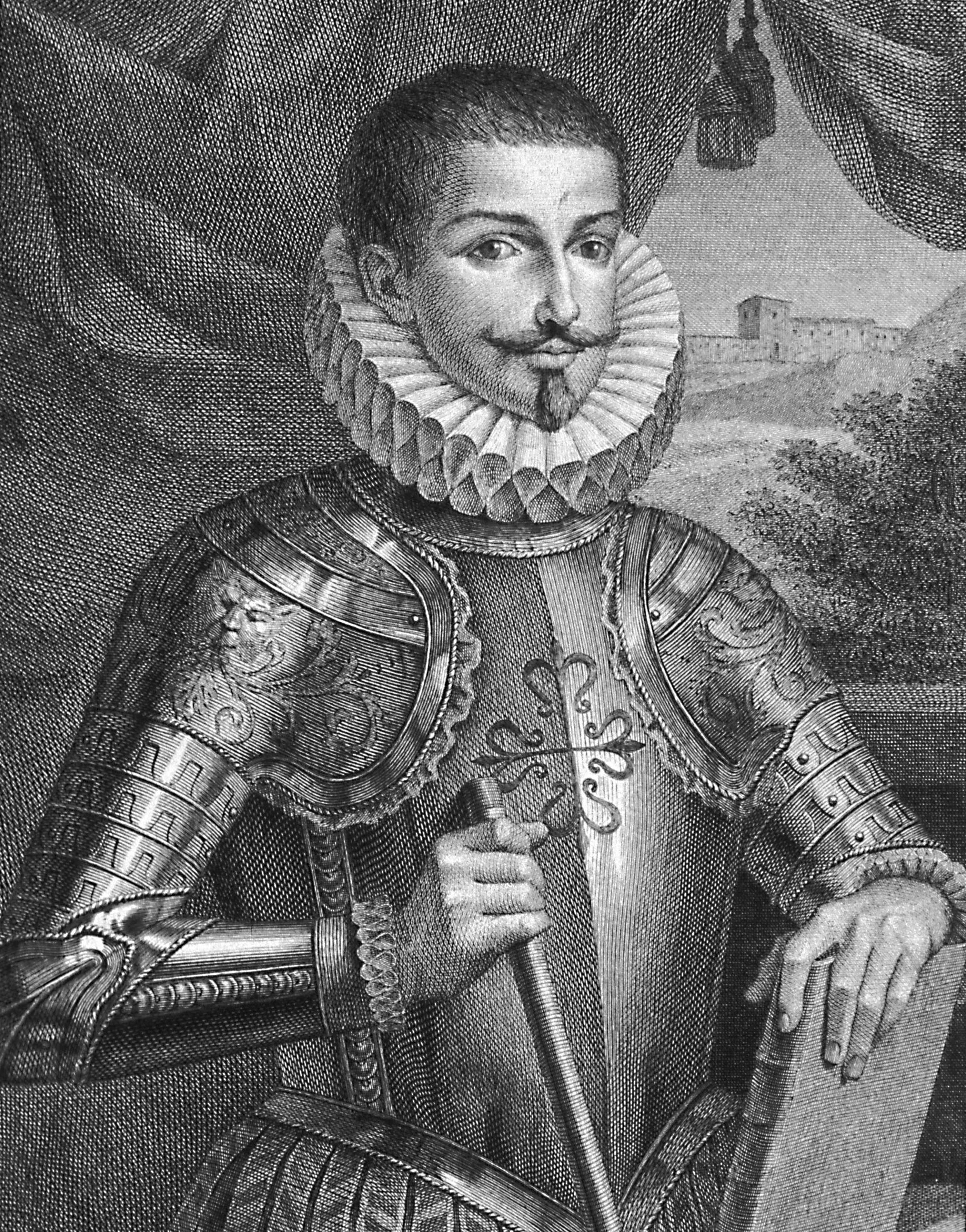
Retrato de Pedro Fernández de Castro y Andrade, VII Conde de Lemos, grabado de Nicolás Besanzon por dibujo de José Maea para la serie de Retratos de los españoles ilustres publicada por la Imprenta Real de 1791 a 1814. Biblioteca Nacional de España.

El interés del VII conde de Lemos por la literatura, una constante en la saga de los condes de Lemos, y muy probablemente, inspirado por su tío, el cardenal Rodrigo de Castro Osorio, le llevó a escribir numerosas cartas de gran valor; más de doscientas se conservan en el Archivo Histórico Nacional, mientras se ha perdido, aunque se conoce por otras fuentes, la mayor parte de su abundante correspondencia con los escritores del Siglo de Oro. Se conservan asimismo poemas: unas décimas, guardadas en la Biblioteca Nacional de España, códice 86; unas redondillas, un soneto, una glosa sobre una décima del príncipe Felipe, un Romance, y se le conoce la autoría de varias comedias y obras de teatro, hoy perdidas; se sabe con certeza de la existencia de una, titulada La casa confusa, otra Expulsión de los Moriscos, y una tercera que se conoce por una crónica anónima conservada en la Real Academia de la Historia, y de la cual se ignora el título.
Es de lamentar el devastador incendio que sufrió en 1672 el Palacio de los condes, en Monforte de Lemos, en el que se perdió el grueso de la biblioteca y fondo documental, además de una incalculable colección de obras de arte; en dicho palacio el conde reunió una Academia literaria, de la que participaron poetas como Juan de Moncayo.
Pero las obras más celebradas del conde son de corte político-fantástico y en defensa de la representatividad y derechos del viejo Reino de Galicia; Historia del diputado gallego con las demás provincias de España, y especialmente El búho gallego haciendo cortes con las demás aves de España, un alegato para la defensa de Galicia en el concierto del resto de reinos de la Corona española, y para promover la continua reivindicación del reino Gallego de tener voto en cortes, obra cuyo original se conserva en la Biblioteca Nacional de España. Se trata de una sátira política de corte fantástico, como no existe otra de su clase en esa época. En ella se representa al Búho gallego parlamentando en un claro del bosque con otras aves ibéricas, que representan de manera satírica a los distintos reinos y provincias de España. El VII conde de Lemos luchó denodada e insistentemente para que Galicia tuviera voto en cortes y no estuviera representada como hasta entonces por Zamora, situación que se consideraba humillante para el viejo reino; así, en 1520, una comisión de la nobleza pidió a Carlos I, una vez más, este derecho, aduciendo que «Galicia estaba sujeta a Zamora, con desdoro y descrédito de su grandeza». Tal representación, que Galicia siempre desautorizó, se cree fue obtenida a cambio de dinero, y en una de las ocasiones, se le ofreció al Reino de Galicia, recuperar su voto a cambio de una cantidad que no fue posible reunir. De tal forma que no pasaba año sin que el conde remitiera sus escritos y protestas con esta demanda, lamentándose de que cayeran en saco roto. Manuel Murguía dice de él:

«Entre los suyos ninguno sintió como él las desgracias de Galicia, ninguno que de mejor voluntad se desposase con sus esperanzas ni se doliera tanto de sus inmerecidos infortunios. Su pluma, su palabra, su influencia, sus riquezas, todo lo pudo al servicio del país gallego. Sólo por eso debe sernos sagrada su Memoria.»
(Manuel Murguía)

En 1602, el ayuntamiento de Santiago de Compostela, le envía una representación para «ofrecelle todo agradecimiento que esta ciudad pueda hacer», y en 1610, en acta del mismo municipio, se le reconoce como «la persona a cuyo cargo está este negocio del voto»; constan en los archivos municipales las solicitudes para «que se haga merced de apretar en el negocio del voto».
Finalmente, su reivindicación se acoge el 13 de octubre de 1623, por real carta de Felipe IV, supeditada a que el Reino de Galicia diese cien mil ducados, que se «aplicarían a la construcción de seis navíos precisamente necesarios en aquella costa»; en acta de sesiones de la «Xunta del Reyno de Galicia», se recogió una mención a la labor de Pedro, sin el cual probablemente no hubiera sido posible alcanzar el viejo sueño gallego. 
Esta lucha condujo a la frustración del conde, que en su momento vería sus esperanzas de ganar el voto en cortes para Galicia fracasadas en intrigas y conspiraciones palaciegas orquestadas por el Conde-Duque de Olivares y el Duque de Uceda, y tras mantener una entrevista con el rey, que recoge Vesteiro Torres, y reproduce el resto de historiadores que trataron el tema, le expuso sus quejas y la desatención de sus reivindicaciones, tras lo cual le adujo: «como no sé vivir en la corte, pido a su Majestad licencia para retirarme a mi casa de Galicia. Y si he ofendido a su majestad, presente está mi cabeza»; a lo que el rey repuso «Conde, si queréis retiraros, podéis hacerlo cuando quisiereis». El conde besó las manos del rey y sin cambiar otra palabra, y tras pasar, camino de la cámara real, ante su cuñado y artífice de la conspiración, el duque de Uceda, sin ni siquiera saludarlo, se retiró a Monforte, a entregarse a sus libros y tertulias; no exento de amargura, aunque su auténtico sentir figura en cartas remitidas a Bartolomé Leonardo de Argensola, al que afirma: «Si no puedes lo que quieres, querrás lo que puedes», «Lindos ratos me paso con los libros y con encomendarme a Dios. Todo es risa» y «Créeme, así viviré contento». Durante su retiro en Monforte, se mantiene apartado de la vida cortesana y diplomática, y, tras perder el favor real, se dedica a la mejora de las gentes de sus estados de Lemos, centrándose en mejorar los oficios existentes; herreros, zapateros, panaderos o alfareros. Introduce la industria de la seda en Monforte,  y visita el resto de las villas de su jurisdicción, como Villalba, además de entregarse a su actividad literaria. Hasta 1622, cuando recibe la noticia que le informa de la gravedad del estado de salud de su madre.

## La muerte delGran Conde de Lemos

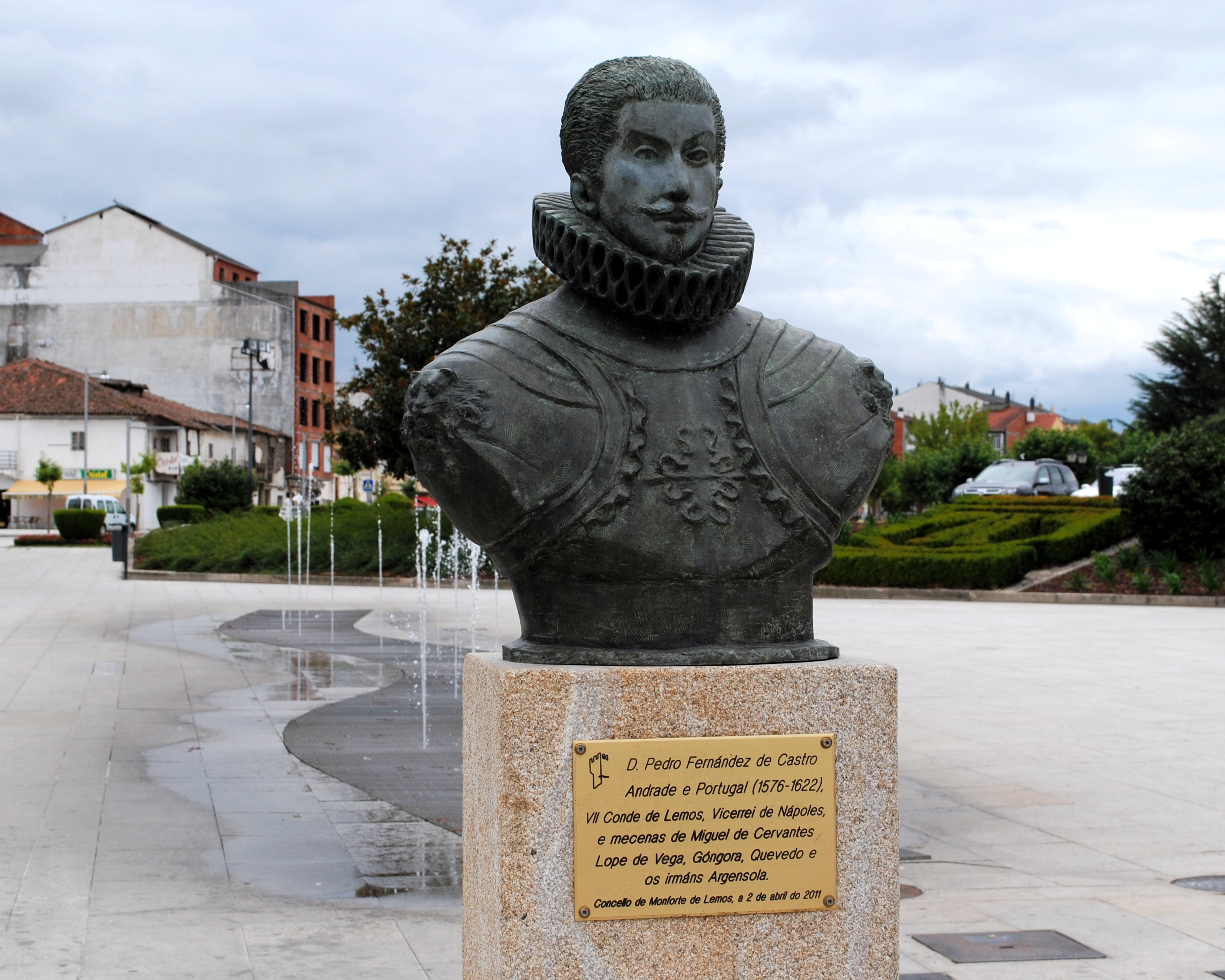
Al VII Conde de Lemos, en Monforte de Lemos.

La muerte del conde tuvo lugar en Madrid, a donde acude a visitar a su madre, gravemente enferma. Pero mientras su madre experimenta mejoría, la débil salud de Pedro se deteriora, hasta el punto de que el 18 de septiembre le dan la extrema unción en su palacio de la plaza de Santiago.
A las siete de la mañana del miércoles 19 de octubre de 1622, fallece en su palacio madrileño el Gran Conde de Lemos. Lo repentino de su muerte dio que hablar, y una hipótesis apuntó al envenenamiento por parte de sus rivales, y de los que alentaban las conspiraciones contra su persona, suscitado entre otras cosas por una carta de Lope de Vega, en la que, lamentándose de la muerte del de Castro, dice: «Mucho ay que hablar, y que no es para papel».
Al día siguiente su ataúd sale en olor de multitud hacia el monasterio de las Descalzas Reales, portado por caballeros de la Orden de Alcántara, de la cual era comendador. Lleva el hábito blanco de la orden, y su espada, actualmente conservada en la Real Armería del Palacio de Oriente de Madrid.
Siete años después sus restos se trasladan al relicario del Convento de Santa Clara (conocido como «de las Clarisas») de Monforte de Lemos, situado provisionalmente en la Calle Falagueira, en el que su esposa, Catalina de la Cerda y Sandoval, entraría como monja en 1633, con el nombre de «Sor Catalina de la Concepción», tras pasar los años siguientes al fallecimiento del conde llevando una vida cada vez más similar a la de las religiosas del convento.
Pero debido a la construcción de un nuevo convento de Santa Clara, a orillas del Río Cabe, fundado por Catalina, los restos del conde serían trasladados, junto con los de otros familiares, al recién creado templo. El 27 de agosto de 1646, las calles de Monforte se engalanaron de estandartes de caros tejidos y ricos tapices, para saludar a una larga comitiva, encabezada por los féretros de once monjas, portados por religiosos de la ciudad, y seguidos por los ataúdes de la esposa del que fuera octavo conde de Lemos, Lucrecia Lignano de Gattinara, de la sexta condesa de Lemos, Catalina de Zúñiga, y en último lugar, el féretro del Gran Conde de Lemos, Pedro Fernández de Castro y Andrade, portado por seis grandes del reino.
En 1648 fallecería Catalina, que sería enterrada junto a su marido Pedro, bajo el siguiente epitafio grabado en láminas de bronce:

A mayor Gloria de Dios Todopoderoso
Para perpetua Memoria,
Pedro y Catalina, Marido y mujer, tan queridos,
Que aún ahora los alienta una misma alma.
El:
Aún de pocos años, presidió en Consejo de Indias, con tanto acierto
que le pudo contar la prudencia de por siglos.
Fue virrey de Nápoles, imitando, con tanta grandeza, la majestad de
Rey que respetó en el la fortuna la verdad de Felipo 3º.
Después fue presidente de Italia. Maior en todo que la embidia,
Superior á su fortuna, igual solo a sí mismo, siempre el aplauso de todos.
Ella:
Tando mas que muger, quanto era menester, para ser igual a su
marido, nunca inferior á su prosperidad, ni rendida en travajos:
siempre afable robó los corazones, fue ejemplar de virtudes, colmo
de perfecciones, luz de hermosura, superior en nobleza,
tan primera en todo, que en nada se le contara segunda.
Excelentísimos CONDES DE LEMOS
Dieron lugar a este convento de descalzas Franciscanas, enriquecido con sus rentas, ennoblecido con su amparo en lo alto del lugar. Pero después que pasó a vida mejor el Conde de Lemos, la Condesa por ennoblecer más el amor que le tuvo, sin divertirle á criatura le dio todo a Dios Consagrándose monja descalza de San Francisco que haviendo recibido el Velo con grande aplauso y admiración de España Víspera de S Agustín a 27 de Agosto, para cumplir en todo la voluntad del Conde, ocho días después a 3 de septiembre escogió para edificar el Convento este mejor sitio. Poniendo en el la primera piedra el Reverendísimo Fray Rodrigo del Portillo Provinicial de su Provincial de Santiago dicho día 3 de septiembre año de cristo de 1634. Siendo Sumo Pontífice Urbano 8. Emperador Fernando segundo, Rey de España Felipo 4. Condes de Lemos Don Francisco y Doña Antonia.

Actualmente, se ignora el paradero de los restos del Gran Conde de Lemos y su esposa Catalina. Se sabe que fueron ocultados en algún lugar del convento de Santa Clara, en Monforte, para prevenirlos de los pillajes, saqueos y destrozos en iglesias y conventos durante la invasión francesa. Los detalles de su enterramiento, y muchas otras valiosísimas informaciones, las conocemos gracias a la biografía de Catalina, escrita por una monja del convento de Santa Clara.

## Títulos, órdenes y empleos

### Títulos
- VII Conde de Lemos.[2][3]
- Conde de Andrade.[2][3]
- Conde de Villalba.[2][3]
- 1592:[Nota 1] Marqués de Sarria.[2][3]

### Órdenes
- Orden de Alcántara.[2]
  -  Comendador de Zarza.[2]
  -  Caballero.[2]

### Empleos
- Gentilhombre de Cámara.[2][3]
- Embajador de Su Majestad Católica ante el Santo Padre.[2]
- Presidente del Consejo de Indias.[2][3]
- Virrey y capitán general del Reino de Nápoles.[2][3]
- Presidente del Consejo de Italia.[2][3]